# 曼科卡帕克县

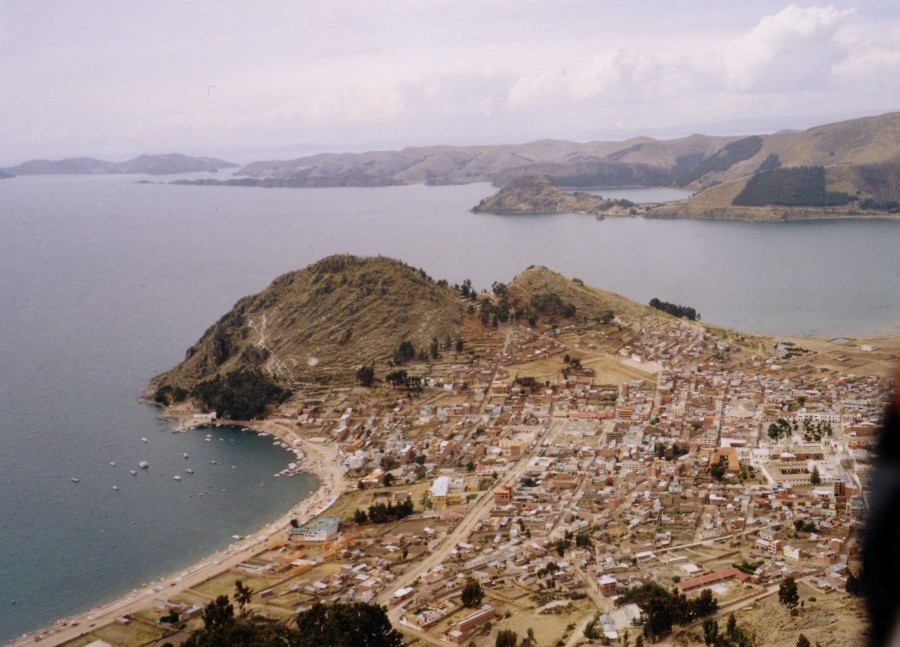

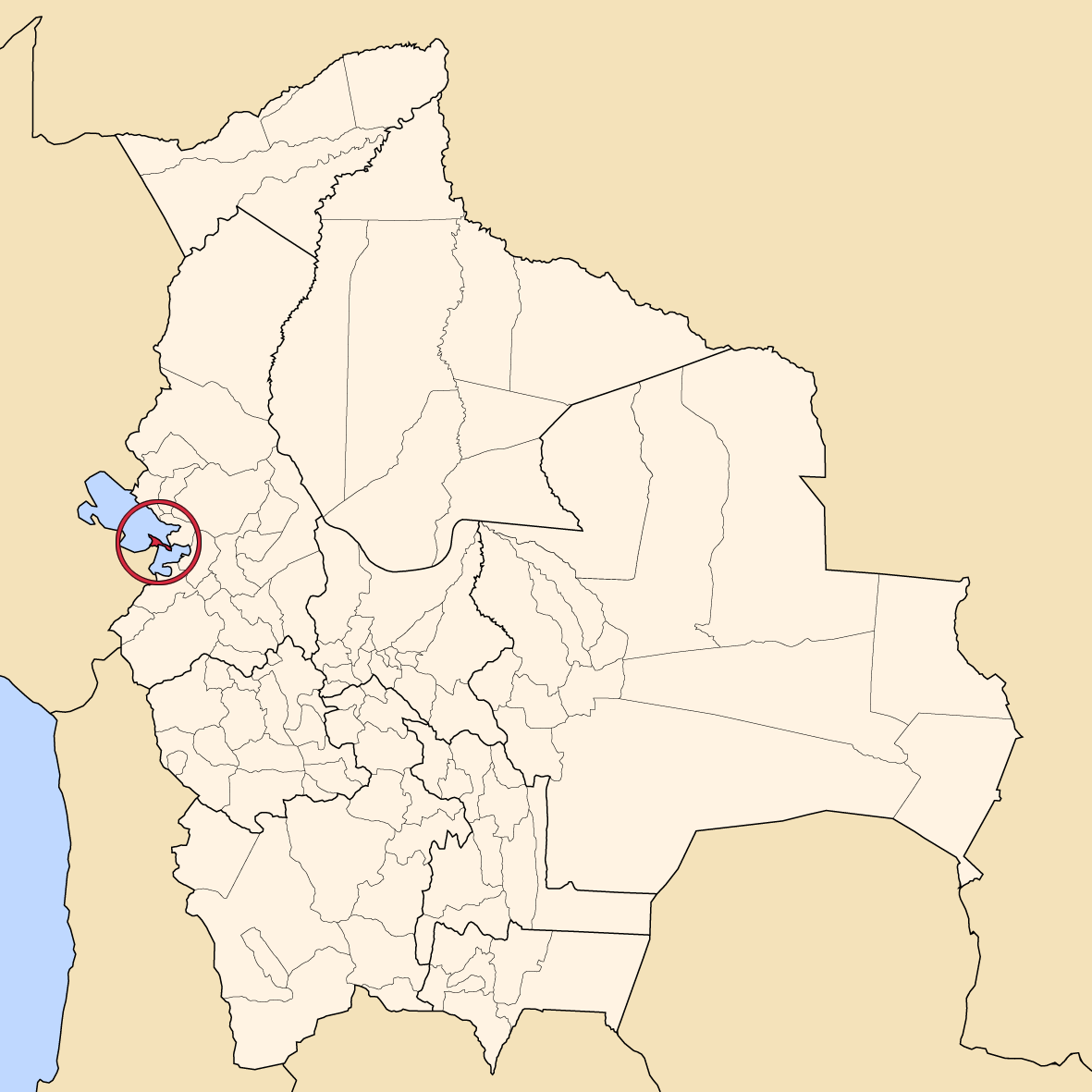

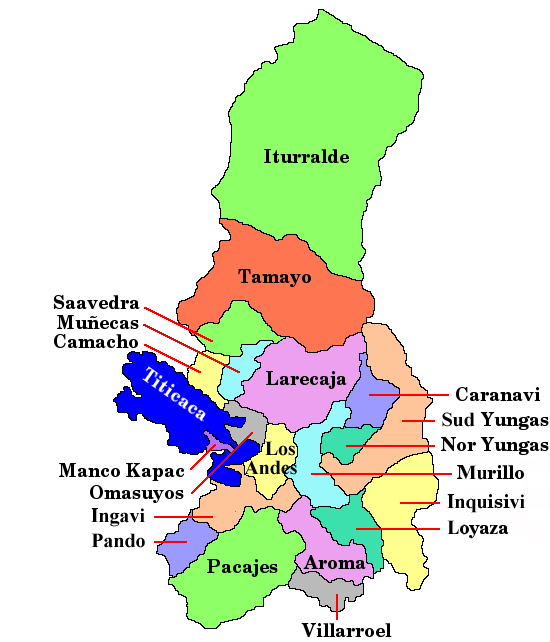

曼科卡帕克县（西班牙語：Provincia de Manco Kapac），是玻利維亞的县份，位於該國西部，屬於拉巴斯省的一部分，县府設於科帕卡瓦納，面積367平方公里，2012年人口27,154，人口密度每平方公里74人。